# Rummel (Familienname)
Rummel ist ein deutscher Familienname.

## Namensträger
- Alfons Rummel (1920–2004), deutscher Frauenarzt und Chefarzt am Missionsärztlichen Institut Würzburg
- Alois Rummel (1922–2013), deutscher Journalist und Publizist
- Anton Peter von Rummel (1771–1863), deutscher Politiker, MdL Württemberg
- Carl Rummel (1909–1984), deutscher Architekt
- Christian Rummel (1787–1849), deutscher Musiker, Komponist und Dirigent
- Christoph Rummel (1881–1961), deutscher Architekt
- Elizabeth Rummel (1897–1980), deutsch-kanadische Umweltschützerin
- Ernst Rummel (Widerstandskämpfer) (1880–1956), deutscher Monteur und Widerstandskämpfer
- Ernst Heinrich Rummel (1805–1872), deutscher Jurist und Politiker
- Felicitas Rummel (1931–2024), deutsche Schriftstellerin, siehe Felicitas Estermann
- Florian Rummel (* 1980), deutscher Schauspieler
- Franz Rummel (Musiker) (1853–1901), britisch-deutscher Pianist und Komponist
- Franz Ferdinand von Rummel (1644–1716), österreichischer Geistlicher, Bischof in Wien
- Friedrich von Rummel (Generalmajor) († 1682), Generalmajor
- Friedrich Rummel (Mediziner) (1793–1854), deutscher Mediziner und Homöopath
- Friedrich von Rummel (Diplomat) (1910–2002), deutscher Diplomat
- Friedrich August von Rummel (1772–1856), deutscher General der Infanterie
- Fritz Rummel (1936–2019), deutscher Geophysiker
- Gerhard Rummel (1944–2024), deutscher Theologe
- Gisela Degler-Rummel (1940–2010), deutsche Illustratorin
- Hans Rummel (1872–1952), deutscher Architekt
- Hans Rummel (Bankmanager) (1882–1964), deutscher Bankmanager
- Henrik Rummel (* 1987), US-amerikanischer Ruderer
- Jack Rummel (1939–2025), US-amerikanischer Ragtime-Musiker
- Josef Rummel (1933–2016), deutscher Unternehmer
- Joseph Rummel (1876–1964), US-amerikanischer Geistlicher, Erzbischof von New Orleans
- Karl von Rummel (1812–1887), deutschbaltischer Jurist
- Karl Rummel (Architekt) (1875–nach 1929), deutscher Architekt
- Kurt Rummel (1878–1953), deutscher Ingenieur
- Manfred Rummel (1938–2017), deutscher Fußballspieler
- Markus Rummel (* 1986), deutscher Physiker
- Markus Norwin Rummel (* 1990), deutscher Musikproduzent, Arrangeur und Komponist
- Martin Rummel (* 1974), österreichischer Cellist
- Nikolaus Rummel d. Ä. (1708–1794), österreichischer Orgelbauer
- Nikolaus Rummel d. J. (1745–1839), österreichischer Orgelbauer
- Oskar Rummel (1921–2002), deutscher Politiker (SPD)
- Peter Rummel (Bildhauer) (1850–1900 oder 1913), Bildhauer in Wien
- Peter Rummel (Theologe) (1927–2014), deutscher Theologe und Kirchenhistoriker
- Peter Rummel (Jurist) (* 1940), österreichischer Rechtswissenschaftler
- Philipp von Rummel (* 1975), deutscher Archäologe
- Reiner Rummel (Reinhard Rummel; * 1945), deutscher Geodät und Hochschullehrer
- Rudolph Joseph Rummel (1932–2014), US-amerikanischer Politikwissenschaftler
- Simon Rummel (* 1978), deutscher Musiker, Klangkünstler und Komponist
- Theodor Rummel (1910–1992), deutscher Ingenieur und Hochschullehrer
- Walter von Rummel (1873–1953), deutscher Jurist, Publizist und Schriftsteller
- Walter Rummel (Mediziner) (1921–2015), deutscher Arzt und Pharmakologe
- Walter Rummel (Historiker) (* 1958), deutscher Historiker und Archivar
- Walter Morse Rummel (1887–1953), deutscher und US-amerikanischer Pianist und Komponist